# George Cave (1er vicomte Cave)
George Cave (23 février 1856 – 29 mars 1928) est un avocat britannique et un homme politique conservateur. Il est ministre de l'intérieur dans le gouvernement de David Lloyd George de 1916 à 1919 et sert en tant que Lord grand chancelier de 1922 à 1924 et, de nouveau, de 1924 à 1928.

## Éducation
Il est né à Londres, fils de Thomas Cave, député de Barnstaple, et de son épouse Elizabeth, fille de Jasper Shallcrass. Il étudie à la Merchant Taylors' School, à Londres et St John's College, Oxford. Après avoir été appelé au Barreau en 1880, il exerce comme avocat pendant plusieurs années, devant Conseiller de la reine et enregistreur de Guildford en 1904.

## Carrière politique
En 1906, il est élu député Conservateur pour la circonscription de Kingston dans le Surrey, est nommé Vice-Lieutenant de Surrey en 1907 et membre de la Commission Royale d'enquête sur l'achat de terres en 1908. Après avoir servi comme Conseiller à l'Université d'Oxford pendant deux ans, ainsi que comme procureur général du Prince de Galles, en 1915, il est nommé solliciteur général et fait chevalier. L'année suivante, il est nommé ministre de l'intérieur dans le gouvernement de David Lloyd George, un poste qu'il occupe pendant trois ans. En tant que ministre de l'intérieur, il introduit la Representation of the People Act 1918 et il est très en vue dans les débats à la Chambre des Communes sur la grève de la police d'août 1918.
En 1918, Sir George Cave est anobli en tant que vicomte Cave, de Richmond dans le comté de Surrey. L'année suivante, il devient Lord d'Appel, et préside un certain nombre de commissions, dont celle sur la Rhodésie du Sud et celle sur les Munitions . En 1922, il devient Chancelier du gouvernement de Bonar Law, et a de nouveau servi en cette qualité dans le premier gouvernement Baldwin. Il préside le rapport sur l'après-guerre qui conduit à la baisse du salaire minimum et à la réglementation de la Négociation collective, recommandée par le Comité Cave en 1922.
Après avoir été nommé Chevalier de Grand-Croix de l'Ordre de Saint Michael et Saint George (GCMG) en 1921, il a également été élu Chancelier de l'Université d'Oxford en 1925, en battant l'ancien premier ministre libéral Herbert Henry Asquith. Celui-ci a été profondément bouleversé par la défaite, en partie parce qu'il a estimé que Cave, un vieil ami, ne devrait pas se présenter contre lui.

## La famille
Il épouse Anne Estella Sarah Penfold Mathews, fille de Guillaume Withey Mathews et la sœur de Sir Lloyd Mathews, en 1885. Ils ont trois fils et une fille, qui sont morts dans l'enfance. Ils sont tous enterrés à Saint-Mary's, dans le quartier de Richmond. Il est mort en mars 1928, âgé de 72 ans, à St Ann, Burnham, Somerset, et est enterré à Berrow dans le même comté. Le jour de son décès, sa démission de Lord Chancelier avait été acceptée et il avait été annoncé qu'il serait créé comte, et donc, sa veuve a été créée comtesse Cave de Richmond. Le titre s'est éteint lorsque sa veuve meurt en 1938.